# Lugagnac
Lugagnac é uma comuna francesa na região administrativa de Occitânia, no departamento de Lot. Estende-se por uma área de 15,81 km². Em 2010 a comuna tinha 133 habitantes (densidade: 8,4 hab./km²).